# Сук-эс-Сабт-Авлад-ан-Нама
Авлад-ан-Нама (араб. أولاد النمة‎) — город в Марокко, расположен в области Тадла-Азилаль.

## Географическое положение
Центр города располагается на высоте 409 метров над уровнем моря.

## Демография
Население города по годам:
| 2004   | 2012   |
| ------ | ------ |
| 51 049 | 55 643 |

## Транспорт
Ближайший аэропорт расположен в городе Бени-Меллаль.